# 다리엔주

다리엔주의 위치

다리엔주(스페인어: Provincia de Darién)는 파나마 동부에 위치한 주로 주도는 라팔마이며 면적은 11,892.5km2, 인구는 48,378명(2010년 기준)이다. 2개 구를 관할한다. 북쪽으로는 파나마주와 구나얄라 특구, 서쪽으로는 태평양과 파나마주, 남쪽으로는 태평양과 콜롬비아, 동쪽으로는 콜롬비아와 접한다.

주기

## 같이 보기
- 다리엔 간격